# Campeonato Cearense Serie B 2020
El Campeonato Cearense de Serie B 2020 fue la 28ª edición de dicho torneo, organizado por la Federación Cearense de Fútbol. El torneo comenzó el 24 de octubre de 2020 y finalizó el 8 de diciembre del mismo año con la participación de 10 equipos.

## Participantes[1]
| Equipos participantes | Equipos participantes | Equipos participantes | Equipos participantes | Equipos participantes |
| --------------------- | --------------------- | --------------------- | --------------------- | --------------------- |
| Campo Grande          | Crato                 | Guarani de Juazeiro   | Icasa                 | Iguatu                |
| Itapipoca             | Maranguape            | Pacatuba              | Tiradentes            | União                 |

## Clasificación
| Pos. | Equipo              | Pts. | PJ | G | E | P | GF | GC | Dif. | Clasificación 2020                 |
| ---- | ------------------- | ---- | -- | - | - | - | -- | -- | ---- | ---------------------------------- |
| 1    | Icasa               | 20   | 9  | 6 | 2 | 1 | 21 | 10 | +11  | Clasificado a los cuartos de final |
| 2    | Crato               | 14   | 9  | 3 | 5 | 1 | 12 | 8  | +4   | Clasificado a los cuartos de final |
| 3    | Itapipoca           | 12   | 9  | 3 | 3 | 3 | 10 | 12 | −2   | Clasificado a los cuartos de final |
| 4    | Maranguape          | 12   | 9  | 2 | 6 | 1 | 8  | 8  | 0    | Clasificado a los cuartos de final |
| 5    | União               | 11   | 9  | 3 | 2 | 4 | 12 | 18 | −6   | Clasificado a los cuartos de final |
| 6    | Iguatu              | 11   | 9  | 2 | 5 | 2 | 11 | 10 | +1   | Clasificado a los cuartos de final |
| 7    | Pacatuba            | 10   | 9  | 3 | 1 | 5 | 8  | 9  | −1   | Clasificado a los cuartos de final |
| 8    | Tiradentes          | 10   | 9  | 3 | 1 | 5 | 14 | 17 | −3   | Clasificado a los cuartos de final |
| 9    | Campo Grande        | 10   | 9  | 3 | 1 | 5 | 12 | 15 | −3   | Descenso a la Serie C 2021         |
| 10   | Guarani de Juazeiro | 10   | 9  | 2 | 4 | 3 | 12 | 13 | −1   | Descenso a la Serie C 2021         |

Actualizado a los partidos jugados el 21 de noviembre de 2020.
 Fuente: FCF

### Criterios de desempate
1. Partidos ganados
2. Diferencia de goles
3. Goles a favor
4. Enfrentamientos directos (entre dos clubes)
5. Sorteo

## Resultados
| Maranguape | 1 - 1 | Itapipoca           | Moraisão  | 24 de octubre | 15:30 |
| Icasa      | 2 - 0 | Pacatuba            | Inaldão   | 24 de octubre | 15:30 |
| Crato      | 2 - 1 | Campo Grande        | Mirandão  | 24 de octubre | 15:30 |
| Iguatu     | 5 - 2 | União               | Morenão   | 25 de octubre | 15:30 |
| Tiradentes | 2 - 1 | Guarani de Juazeiro | Raimundão | 25 de octubre | 15:30 |

| Campo Grande        | 1 - 1 | Icasa      | Morenão         | 28 de octubre | 15:30 |
| Pacatuba            | 1 - 0 | Tiradentes | Moraisão        | 28 de octubre | 15:30 |
| União               | 0 - 0 | Crato      | Raimundão       | 28 de octubre | 15:30 |
| Itapipoca           | 0 - 0 | Iguatu     | Perilo Teixeira | 28 de octubre | 15:30 |
| Guarani de Juazeiro | 0 - 0 | Maranguape | Inaldão         | 28 de octubre | 15:30 |

| Tiradentes   | 4-1   | União               | Raimundão | 31 de octubre  | 15:30 |
| Icasa        | 3-1   | Guarani de Juazeiro | Inaldão   | 31 de octubre  | 15:30 |
| Campo Grande | 3-0   | Itapipoca           | Mirandão  | 31 de octubre  | 15:30 |
| Crato        | 1 - 1 | Iguatu              | Mirandão  | 1 de noviembre | 15:30 |
| Maranguape   | 1 - 0 | Pacatuba            | Moraisão  | 1 de noviembre | 15:30 |

| Guarani de Juazeiro | 4-1   | Campo Grande | Inaldão         | 3 de noviembre | 15:30 |
| União               | 2 - 3 | Pacatuba     | Raimundão       | 4 de noviembre | 15:30 |
| Icasa               | 5 - 3 | Tiradentes   | Inaldão         | 4 de noviembre | 15:30 |
| Iguatu              | 1 - 1 | Maranguape   | Morenão         | 4 de noviembre | 15:30 |
| Itapipoca           | 1 - 1 | Crato        | Perilo Teixeira | 4 de noviembre | 15:30 |

| Iguatu     | 1 - 2 | Icasa               | Morenão         | 7 de noviembre | 15:30 |
| Maranguape | 2 - 0 | União               | Moraisão        | 7 de noviembre | 15:30 |
| Crato      | 4 - 1 | Tiradentes          | Mirandão        | 7 de noviembre | 15:30 |
| Pacatuba   | 4 - 0 | Campo Grande        | Moraisão        | 8 de noviembre | 15:30 |
| Itapipoca  | 3 - 1 | Guarani de Juazeiro | Perilo Teixeira | 8 de noviembre | 15:30 |

| Icasa        | 3 - 1 | Crato               | Inaldão   | 10 de noviembre | 15:30 |
| Tiradentes   | 3 - 1 | Iguatu              | Raimundão | 10 de noviembre | 15:30 |
| Pacatuba     | 0 - 1 | Guarani de Juazeiro | Moraisão  | 11 de noviembre | 15:30 |
| Campo Grande | 4 - 1 | Maranguape          | Mirandão  | 11 de noviembre | 15:30 |
| União        | 2 - 1 | Itapipoca           | Raimundão | 11 de noviembre | 15:30 |

| Maranguape          | 1 - 1 | Icasa        | Moraisão        | 14 de noviembre | 15:30 |
| Itapipoca           | 2 - 0 | Tiradentes   | Perilo Teixeira | 14 de noviembre | 15:30 |
| Guarani de Juazeiro | 2 - 2 | União        | Inaldão         | 14 de noviembre | 15:30 |
| Iguatu              | 1 - 0 | Campo Grande | Morenão         | 14 de noviembre | 15:30 |
| Crato               | 2 - 0 | Pacatuba     | Mirandão        | 14 de noviembre | 15:30 |

| Campo Grande | 1 - 2 | União               | Mirandão  | 17 de noviembre | 15:30 |
| Pacatuba     | 0 - 0 | Iguatu              | Moraisão  | 18 de noviembre | 15:30 |
| Icasa        | 4 - 1 | Itapipoca           | Inaldão   | 18 de noviembre | 15:30 |
| Crato        | 1 - 1 | Guarani de Juazeiro | Mirandão  | 18 de noviembre | 15:30 |
| Tiradentes   | 1 - 1 | Maranguape          | Raimundão | 18 de noviembre | 15:30 |

| Tiradentes          | 0 - 1 | Campo Grande | Elzir Cabral    | 21 de noviembre | 15:30 |
| Maranguape          | 0 - 0 | Crato        | Moraisão        | 21 de noviembre | 15:30 |
| Itapipoca           | 1 - 0 | Pacatuba     | Perilo Teixeira | 21 de noviembre | 15:30 |
| Guarani de Juazeiro | 1 - 1 | Iguatu       | Inaldão         | 21 de noviembre | 15:30 |
| União               | 1 - 0 | Icasa        | Raimundão       | 21 de noviembre | 15:30 |

## Fase final

### Cuartos de final
| Fechas               | Local en la ida | Global | Local en la vuelta | Ida | Vuelta |
| -------------------- | --------------- | ------ | ------------------ | --- | ------ |
| 24 y 28 de noviembre | Tiradentes      | 1:5    | Icasa              | 0:0 | 1:5    |
| 24 y 28 de noviembre | Pacatuba        | 2:4    | Crato              | 1:2 | 1:2    |
| 25 y 28 de noviembre | Iguatu          | 2:3    | Itapipoca          | 2:1 | 0:2    |
| 25 y 28 de noviembre | União           | 2:3    | Maranguape         | 1:1 | 1:2    |

### Semifinales
| Fechas             | Local en la ida | Global | Local en la vuelta | Ida | Vuelta |
| ------------------ | --------------- | ------ | ------------------ | --- | ------ |
| 2 y 5 de diciembre | Itapipoca       | 3:3    | Icasa              | 0:1 | 3:2    |
| 2 y 5 de diciembre | Maranguape      | 0:1    | Crato              | 0:0 | 0:1    |

### Final
| 8 de diciembre de 2020 | Icasa | 2:0     | Crato | Inaldão, Iguatu                         |                                         |
| 15:30                  |       | Reporte |       | Árbitro(s): Joanilson Scarcella de Lima | Árbitro(s): Joanilson Scarcella de Lima |

#### Campeón
| Campeonato Cearense de Serie B 2020 |
| Caucaia                             |
| ----------------------------------- |
| Icasa Campeón (3º título)           |

## Goleadores
Actualizado el 8 de diciembre de 2020.
| Pos. | Jugador  | Equipo       | Goles |
| ---- | -------- | ------------ | ----- |
| 1    | Vinicius | Crato        | 11    |
| 2    | Gabriel  | Campo Grande | 8     |
| 3    | Vavá     | União        | 7     |
|      | Abuda    | Itapipoca    | 7     |
|      | Olavio   | Icasa        | 7     |
| 6    | Lopeu    | Icasa        | 5     |
|      | Nael     | Icasa        | 5     |